# Cornell (Wisconsin)
Cornell és una població dels Estats Units a l'estat de Wisconsin. Segons el cens del 2000 tenia 1.466 habitants.

## Demografia
Segons el cens del 2000, Cornell tenia 1.466 habitants, 607 habitatges, i 392 famílies. La densitat de població era de 147,8 habitants per km².
Dels 607 habitatges en un 32,8% hi vivien nens de menys de 18 anys, en un 49,9% hi vivien parelles casades, en un 11,7% dones solteres, i en un 35,3% no eren unitats familiars. En el 31,5% dels habitatges hi vivien persones soles el 17,8% de les quals corresponia a persones de 65 anys o més que vivien soles. El nombre mitjà de persones vivint en cada habitatge era de 2,34 i el nombre mitjà de persones que vivien en cada família era de 2,89.
Per edats la població es repartia de la següent manera: un 26,5% tenia menys de 18 anys, un 5,9% entre 18 i 24, un 24,8% entre 25 i 44, un 21,1% de 45 a 60 i un 21,8% 65 anys o més.
L'edat mediana era de 39 anys. Per cada 100 dones de 18 o més anys hi havia 80,6 homes.
La renda mediana per habitatge era de 30.690 $ i la renda mediana per família de 38.313 $. Els homes tenien una renda mediana de 30.776 $ mentre que les dones 19.808 $. La renda per capita de la població era de 15.494 $. Aproximadament el 6,8% de les famílies i el 8,9% de la població estaven per davall del llindar de pobresa.

## Poblacions més properes
El següent diagrama mostra les poblacions més properes.